# Conan, der Abenteurer (1992)
Conan, der Abenteurer (Originaltitel: Conan the Adventurer) ist eine US-amerikanische-französische animierte Fantasy-Zeichentrickserie von Graham Morris und Karen Peterson, die auf der von Robert E. Howard erschaffenen Figur Conan basiert. Die Serie besteht aus zwei Staffeln mit insgesamt 65 Folgen zu je 25 Minuten.
In Deutschland zeigte SAT 1 die Serie ab dem 5. November 1994.

## Handlung
Bei einem Meteoritenschauer landet ein mysteriöses Sternenmetall auf der Erde. Dieses wird vom verfluchten Schlangengott Seth für seine Befreiung benötigt. Seth beauftragt den arglistigen Zauberer Wrath-Amon, das Material zu besorgen. Das Material wurde von Conans Familie gefunden, diese verarbeitet das Sternenmetall zu Waffen. Auch für Conan hat sein Vater ein Schwert aus diesem Material geschaffen. Bei dem Versuch, das Sternenmetall zu bekommen, verwandelt Wrath-Amon Conans Familie zu Stein. Der junge Conan sinnt auf Rache und zieht in den Kampf gegen den Bösewicht und seine Schlangenmänner. Auf seiner Reise trifft Conan den Wasai-Prinzen Zula, die Artistin Jezmine, den Vanirkrieger Snagg sowie den Zauberer Greywolf, welche ihn nun in seinem Kampf unterstützen. Ebenfalls an seiner Seite ist der junge Phönix Needle, der mit seiner Schlauheit öfter helfen kann.

## Vorlage und Umsetzung
Die Handlung ist eine kindgerechte, eigenständige Darstellung von Conans Geschichte. Lediglich einige Orte und Darsteller weisen lose Parallelen zu den Romanen oder Comics auf.

## Episoden
| Nr. | Deutscher Titel                  | Originaltitel                      | Erstausstrahlung USA | Deutschsprachige Erstausstrahlung (D) |
| --- | -------------------------------- | ---------------------------------- | -------------------- | ------------------------------------- |
| 1   | Das Sternenmetall                | The Night Of Fiery Tears           | 12. Sep. 1992        | 5. Nov. 1994                          |
| 2   | In Ketten                        | Blood Brother                      | -                    | -                                     |
| 3   | Jezmine, die Zauberin            | The Star Of Shadizar               | -                    | -                                     |
| 4   | Der graue Wolf                   | Greywolf Of Xanthus                | -                    | -                                     |
| 5   | Der schweigende Drache           | The Shadow Walkers                 | -                    | -                                     |
| 6   | Kampf der Gladiatoren            | Conan The Gladiator                | -                    | -                                     |
| 7   | Die Seeschlange                  | The Heart Of Rakkir                | -                    | -                                     |
| 8   | Im Tal der Saurier               | The Claw Of Heaven                 | -                    | -                                     |
| 9   | In den Klauen von Windfang       | Wingfang’s Eyrie                   | -                    | -                                     |
| 10  | Der Tempel der Statuen           | Men Of Stone                       | -                    | -                                     |
| 11  | Ein teuflischer Plan             | The Serpent Riders Of Set          | -                    | -                                     |
| 12  | Duell der Zauberer               | The Terrible Torrinon              | -                    | -                                     |
| 13  | Die glorreichen Sieben           | Seven Against Stygia               | -                    | -                                     |
| 14  | Die Maske des Schreckens         | The Curse Of Ahx’oon               | -                    | -                                     |
| 15  | Die rote Bruderschaft            | The Red Brotherhood                | -                    | -                                     |
| 16  | Zwei alte müde Krieger           | In Days Of Old                     | -                    | -                                     |
| 17  | Die Stammesfehde                 | Tribal Warfare                     | -                    | -                                     |
| 18  | Donner und der rote Blitz        | Thunder And Lightning              | -                    | -                                     |
| 19  | Der Krater der Winde             | Crevasse Of Winds                  | -                    | -                                     |
| 20  | Der Herr der Tiere               | Vengeance Of Jhebbal Sag           | -                    | -                                     |
| 21  | Der Mantel des Windes            | An Evil Wind In Kusan              | -                    | -                                     |
| 22  | Der Dieb der Seelen              | The Stealer Of Souls               | -                    | -                                     |
| 23  | Der Affengott                    | Hanuman The Ape God                | -                    | -                                     |
| 24  | Das Auge des Obelisk             | Final Hours Of Conan               | -                    | -                                     |
| 25  | Insel der Steine                 | Isle Of The Naiads                 | -                    | -                                     |
| 26  | Das Buch von Skelos              | The Book Of Skelos                 | -                    | -                                     |
| 27  | Jezmine in der Hölle             | Return To Tarantia                 | -                    | -                                     |
| 28  | Die Entstehung des großen Dämons | The Birth Of Wrath-amon            | -                    | -                                     |
| 29  | Die drei Prüfungen               | Labors Of Conan                    | -                    | -                                     |
| 30  | Venturis oder Windfang?          | Earthbound                         | -                    | -                                     |
| 31  | Die Hexenkönigin                 | Queen Of Stygia                    | -                    | -                                     |
| 32  | Tsadinar und Damballah           | The Bones Of Damballah             | -                    | -                                     |
| 33  | Der Meisterdieb                  | The Master Thief Of Shadizar       | -                    | -                                     |
| 34  | Der neue Meister                 | Dregs-amon The Great               | -                    | -                                     |
| 35  | Bei den Kozaki                   | Conan Of The Kozaki                | -                    | -                                     |
| 36  | Der Wortbruch                    | Treachery Of Emperors              | -                    | -                                     |
| 37  | Im Gebirge der Nacht             | Dragon’s Breath                    | -                    | -                                     |
| 38  | Der gestohlene Schild            | Needle In A Haystack               | -                    | -                                     |
| 39  | Mehrere Doppelgänger             | The Return Of Torrinon             | -                    | -                                     |
| 40  | Großvaters Amulett               | The Amulet Of Vathelos             | -                    | -                                     |
| 41  | Die Wolfshunde                   | Nature Of The Beast                | -                    | -                                     |
| 42  | Der Bruder von Conan             | Blood Of My Blood                  | -                    | -                                     |
| 43  | Der Löwe Amra                    | Amra The Lion                      | -                    | -                                     |
| 44  | Der brennende Schädel            | The City Of The Burning Skull      | -                    | -                                     |
| 45  | Der gefährliche Zwerg            | Down To The Dregs                  | -                    | -                                     |
| 46  | Die Wolfsmutter                  | Wolf Mother                        | -                    | -                                     |
| 47  | Captain Rigello                  | The Last Dagger Of Manir           | -                    | -                                     |
| 48  | Das Füllhorn                     | Cornucopia Of Grondar              | -                    | -                                     |
| 49  | Der Kristall des Lichts          | When Tolls The Bell Of Night       | -                    | -                                     |
| 50  | Die Eisprinzessin                | Frost Giant’s Daughter             | -                    | -                                     |
| 51  | Der Weg nach Atlantis            | Son Of Atlantis                    | -                    | -                                     |
| 52  | Die Dornen der Verwandlung       | The Thorns Of Midnight             | -                    | -                                     |
| 53  | Die falsche Königin              | Turn About Is Foul Play            | -                    | -                                     |
| 54  | Der unbezwingbare Riese          | Sword, Sai And Shuriken            | -                    | -                                     |
| 55  | Der Herrscher der vier Elemente  | Full Moon Rising                   | -                    | -                                     |
| 56  | Das Schwert des Schicksals       | The Sword Of Destiny               | -                    | -                                     |
| 57  | Das Tal der Amazonen             | The Vale Of Amazons                | -                    | -                                     |
| 58  | Der ungebärdige Großvater        | Conn Rides Again                   | -                    | -                                     |
| 59  | In den Katakomben                | Escape Of Ram-amon                 | -                    | -                                     |
| 60  | Titanus und Tarath               | Star-metal Monster                 | -                    | -                                     |
| 61  | Einsam in der Zukunft            | The Once And Future Conan          | -                    | -                                     |
| 62  | Das Tor zur Hölle                | Into The Abyss                     | -                    | -                                     |
| 63  | Der letzte Kampf – Teil 1        | A Serpent Coils The Earth – Part 1 | -                    | -                                     |
| 64  | Der letzte Kampf – Teil 2        | A Serpent Coils The Earth – Part 3 | -                    | -                                     |
| 65  | Der letzte Kampf – Teil 3        | A Serpent Coils The Earth – Part 3 | 22. Nov. 1993        | -                                     |

## Trivia
Die Firma Hasbro veröffentlichte 1992 die Hauptcharaktere der Serie als Actionspielfiguren.